# 游擊隊區

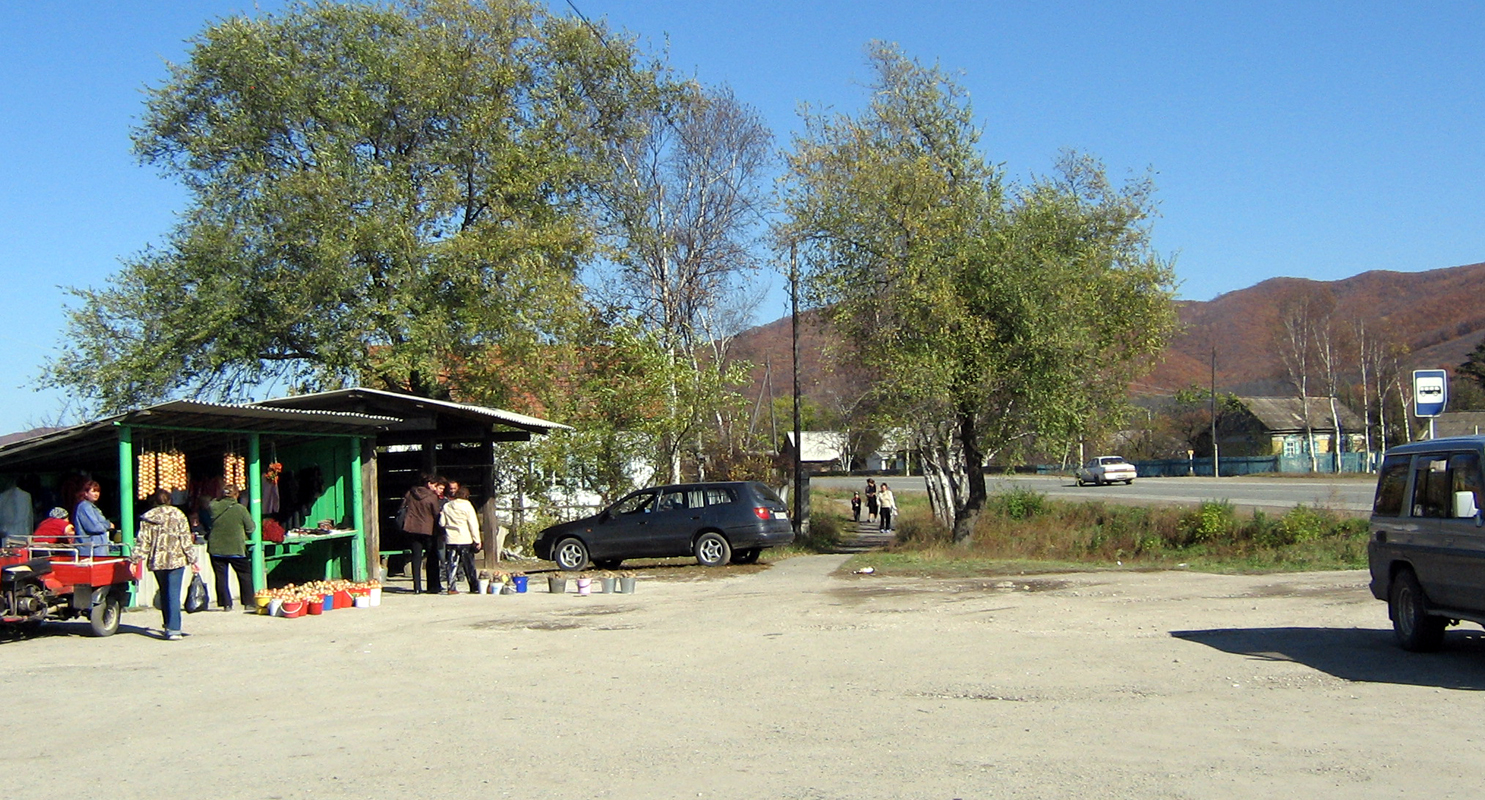

42°53′25″N 133°04′20″E / 42.89028°N 133.07222°E
游擊隊區（俄语：Партизанский район），是俄羅斯的一個區，位於該國東南部，由濱海邊疆區負責管轄，始建於1932年，面積4,253.9平方公里，2010年人口30,238，人口密度每平方公里7.11人。